# Stella Benson
Stella Benson, född 6 januari 1892, död 7 december 1933, var en brittisk författare.
Benson skrev romanerna I pose (1915), This is the end (1917), Living alone (1919), The poor man (1922), Pipers and a dancer (1924), Goodbye, stranger (1926), Tobit transplanted (1930, svensk översättning 1932) och Mundos (1935, ofullbordad). Därtill novellsamlingarna Hope against hope (1931) och Christmas formula (1932) samt reseboken Worlds within worlds (1928).